# Црква Преподобне мати Параскеве у Поребрицама
Црква Преподобне мати Параскеве у Поребрицама, насељеном месту на територији општине Пелагићево, припада Епархији зворничко–тузланској Српске православне цркве.

## Историјат
Године 1888. су Поребрице имале своју цркву брвнару и биле су у саставу црквене општине Бијела. Нова брвнара на месту старе је подигнута и освештана 14. јануара 1899. године. Прва грађевина од чврстог материјала је саграђена 1901. године, више пута је преправљана до 1936. Аустроугарска војска је са храма однела звоно 1915. године. Данас је обележено место где се некада налазио овај храм. Црква Преподобне мати Параскеве је димензија 15×8,5 метара. Градња је започета 1936. године по пројекту који је израдио Ристо Милетић из Тузле. Новоизграђену цркву је 2. октобра 1938. године освештао епископ зворничко-тузлански Нектарије Круљ.
Данашњу цркву су оштетиле и оскрнавиле усташе у Другом светском рату 1942—1943. године. Након рата је храм првобитно обновљен 1949. године, а освештан је на дан Преподобне мати Параскеве који је проглашен и за народни збор. Црква је генерално обновљена и фрескописана 1988. године, осликао га је секо-техником Зоран Палуровић из Новог Сада. Поводом прославе педесетогодишњице од освештања храма, фреске је освештао епископ зворничко-тузлански Василије Качавенда 3. јуна 1989. године и 1998. генерално обновљену цркву. Иконостас од липовог дрвета је пренесен из старе цркве. Поребричку парохију чине насеља Поребрице, Блажевац и Аврамовина.